# Cratere Hisham
Hisham è un cratere sulla superficie di Encelado.